# Rifugio Guide del Cervino
Il rifugio Guide del Cervino è un rifugio situato nel comune di Valtournenche (AO), in Valtournenche, nelle Alpi Pennine, a 3.480 m s.l.m.

## Storia
Il rifugio è stato inaugurato nel 1984.

## Caratteristiche e informazioni
Si trova sul confine italo-svizzero sulla vetta della Testa Grigia, ai bordi del ghiacciaio del Plateau Rosa.

## Accessi
L'accesso principale avviene da Breuil-Cervinia, sfruttando gli impianti di risalita che passano da Plan Maison e Cime Bianche Laghi. Da quest'ultima stazione parte la funivia che raggiunge il Plateau.

## Ascensioni
- Monte Breithorn - 4.165 m
- Castore - 4.221 m
- Polluce - 4.091 m
- Roccia Nera - 4.075 m

## Traversate
- Rifugio Ottorino Mezzalama - 3.036 m
- Rifugio Guide d'Ayas - 3.420 m
- Gandegghütte - 3.029 m - nel versante svizzero.